# La Revue d'en face
La Revue d’en face est une revue bimestrielle de politique féministe française, édité entre 1977 et 1980.

## Histoire
À l'origine de la publication, un groupe de femmes issues de divers groupes établis pendant mai 68, tels que Femmes du cercle Élisabeth Dmitrieff, Pétroleuse, ou des femmes de groupes de quartiers et d'entreprises,.
La rédaction considère pour acquis la reconnaissance de l'autonomie du mouvement des femmes. Elle ne cherche pas à rapprocher ce mouvement avec d'autres forces révolutionnaires. Les autrices et journalistes considèrent que les femmes ont leur mot à dire sur n'importe quel sujet, d'autant plus que l’exploitation de l'homme par l'homme se révèle être en première instance celle de la femme par l'homme.
La politique féministe défendue par le magazine est définie par la réappropriation et l'autogestion par les femmes de tous les aspects liés à leur statut, travail, corps, image sociale, aspects sociaux et personnels, maternité, politique ou place dans l'espace public. La ligne éditoriale du support souhaite ainsi proposer une réponse politique pour que toutes les luttes de femmes trouvent leur articulation profonde.

## Publication
Le premier numéro de La Revue d'en face est édité en mai 1977. Les trois premiers exemplaires sont publiés chez Savelli, puis par les éditions Tierce à partir de novembre 1978. Au début des années 1980, lors de la parution du numéro 8, le sous-titre du magazine devient Revue de politique féministe du mouvement de libération des femmes. Parmi les grandes thématiques évoquées : droits de l'homme, droits des femmes, modernités, les femmes et les sciences, attitudes féministes quant à la question masculine ou mouvements et institutions. 

## Auteures
Parmi les personnalités féministes ayant participé à la revue :
- Françoise Picq, militante féministe du Mouvement de libération des femmes (MLF), historienne, sociologue et maîtresse de conférences en science politique à l'université Paris-Dauphine[6].
- Marie-Josèphe Dhavernas, universitaire française.
- Irène Théry, sociologue française, spécialisée dans la sociologie du droit, de la famille et de la vie privée.
- Geneviève Brisac, écrivaine et éditrice française. Prix Femina en 1996 pour son roman Week-end de chasse à la mère.
- Judith Ezekiel, journaliste et écrivaine américaine.

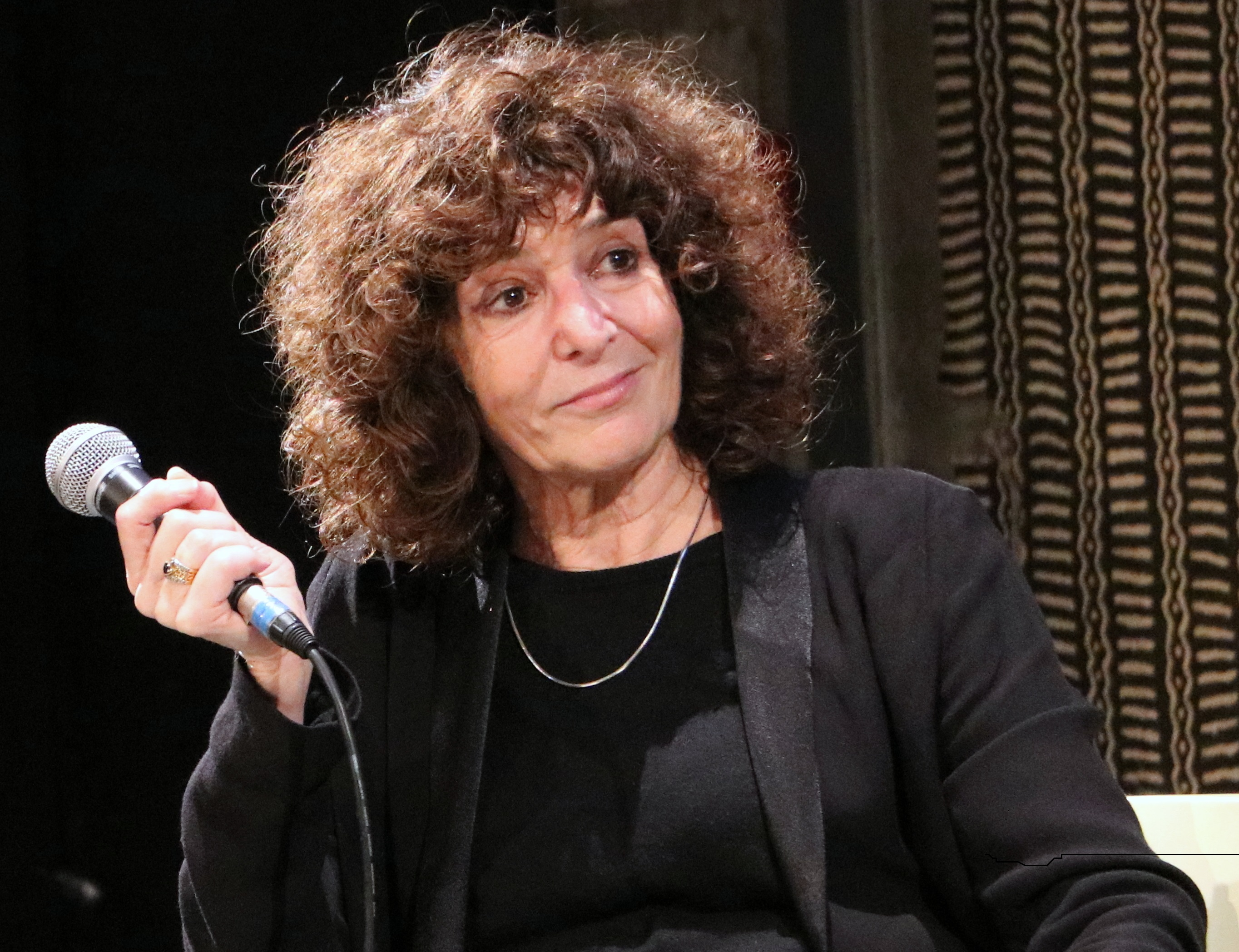
Geneviève Brisac lors du Festival de littérature Atlantide au Lieu Unique de Nantes, le 4 mars 2017.
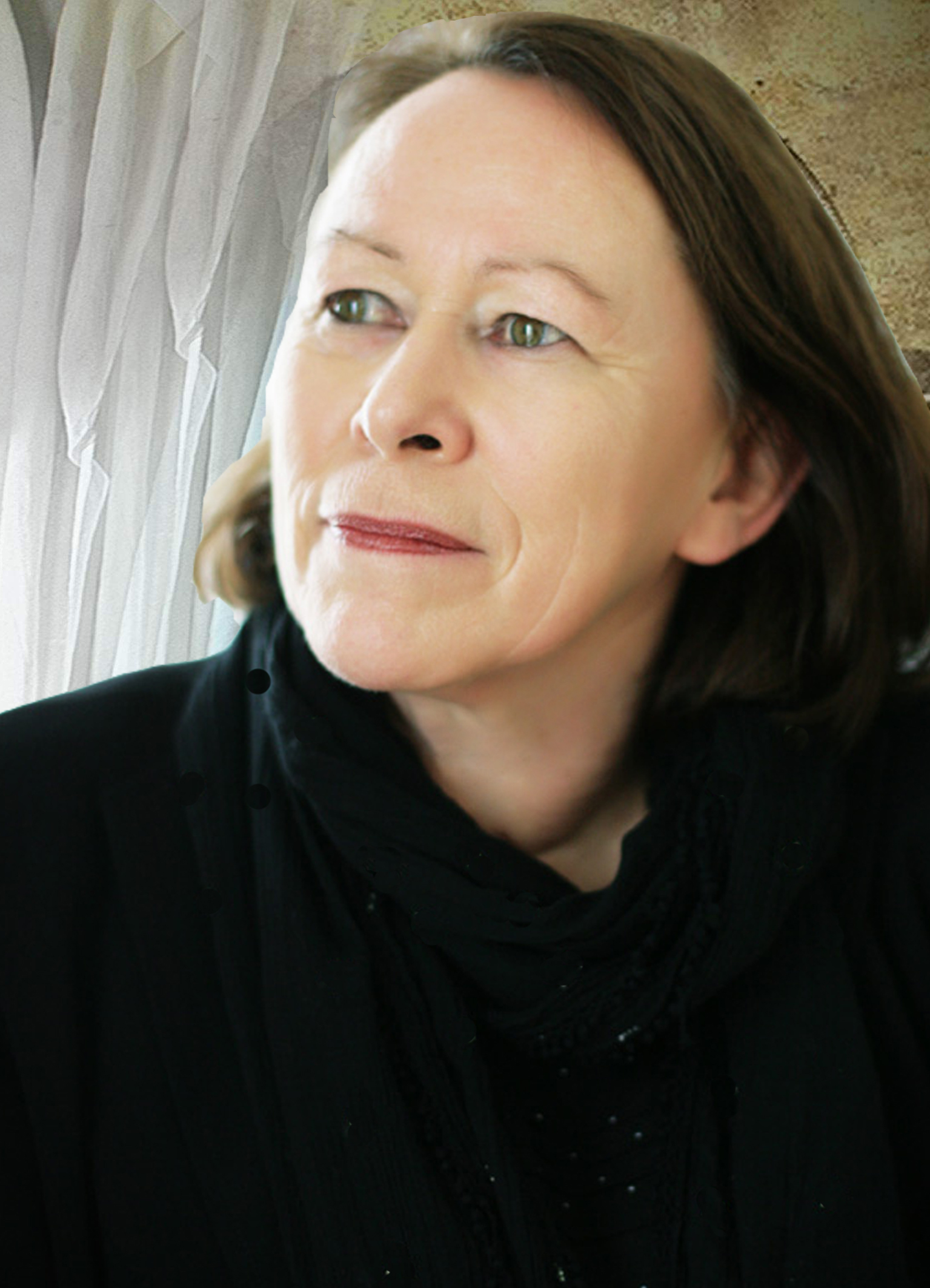
Irène Théry en 2014.
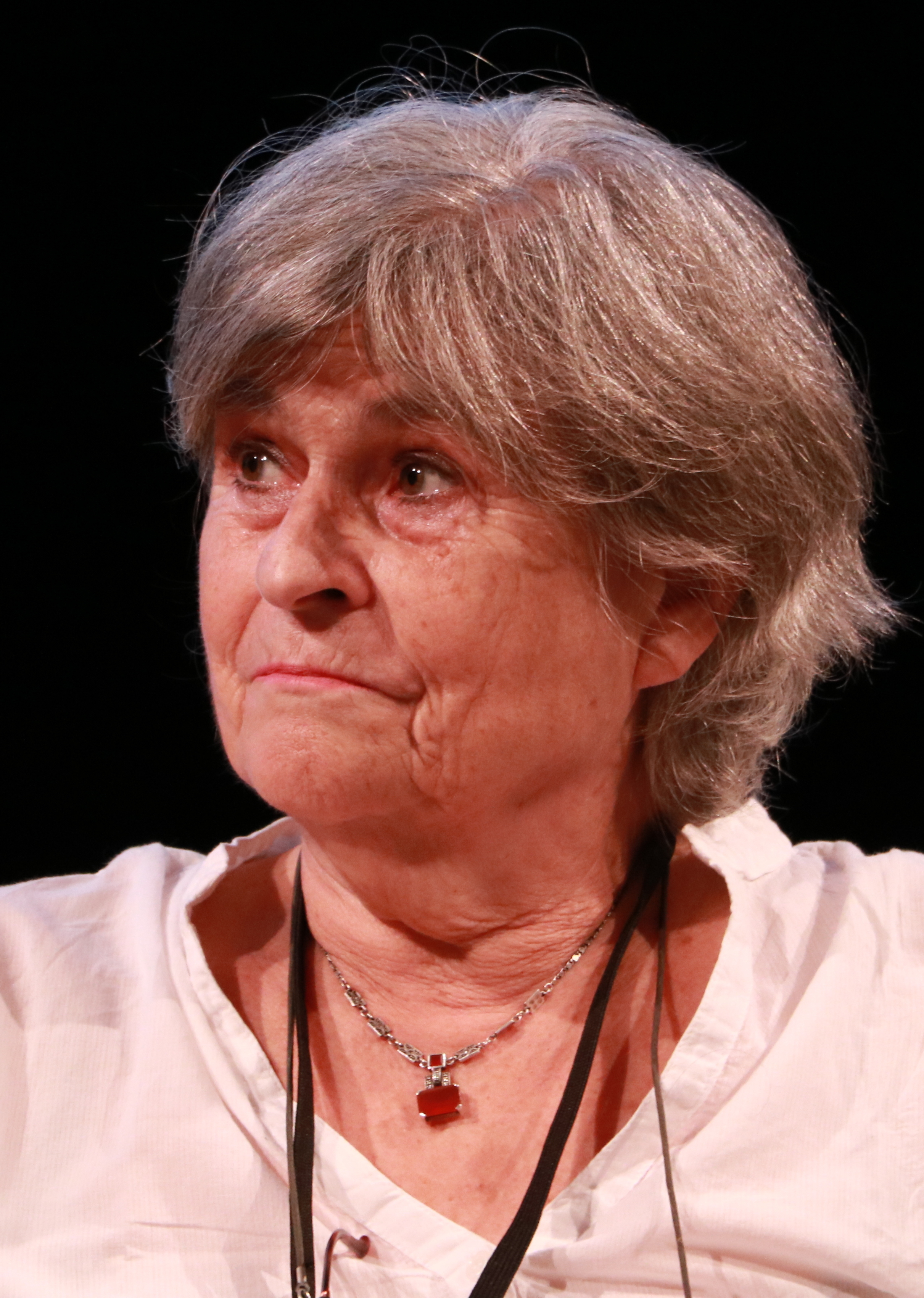
Françoise Picq lors de la conférence Géopolitique des droits des femmes au Lieu Unique, Les Géopolitiques de Nantes, Nantes, le 29 septembre 2017.